# 维奥莱塔·克萨达
维奥莱塔·克萨达（西班牙語：Violetta Quesada，1947年7月11日—2024年3月24日），古巴女子田径运动员，主攻短跑。她曾代表古巴参加1968年夏季奥林匹克运动会田径比赛，获得女子4×100米接力银牌。